# HTC Athena

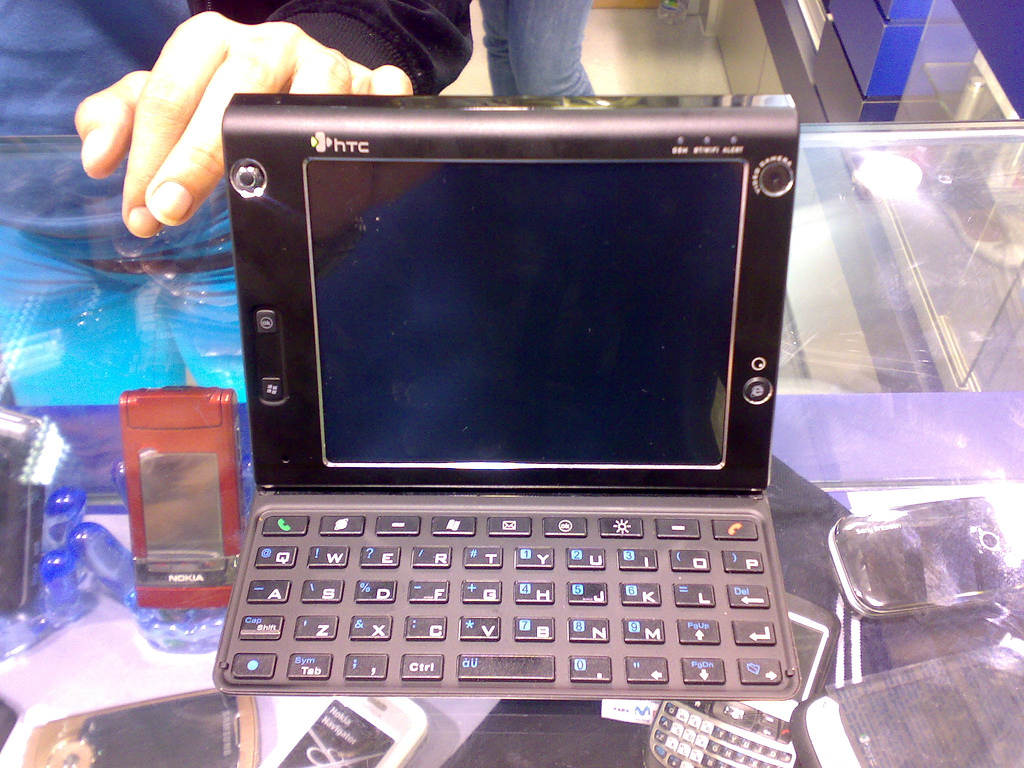
HTC Athena

HTC Athena (модификация HTC Advantage X7500) — КПК компании HTC, работающий под управлением операционной системы Windows Mobile 5.0. Модель продавалась оператором T-Mobile под названием T-Mobile Ameo. В Европе продажи начались в марте 2007 года. Также продавалась Dopod под названием Dopod U1000.
Модификации:
- HTC Advantage X7501 — версия на Windows Mobile 6.0, вышедшая в июле 2007 года. Не имела второй камеры.
- HTC Advantage X7510 — версия на Windows Mobile 6.1 «Manilla».